# Jüdischer Friedhof Ungedanken

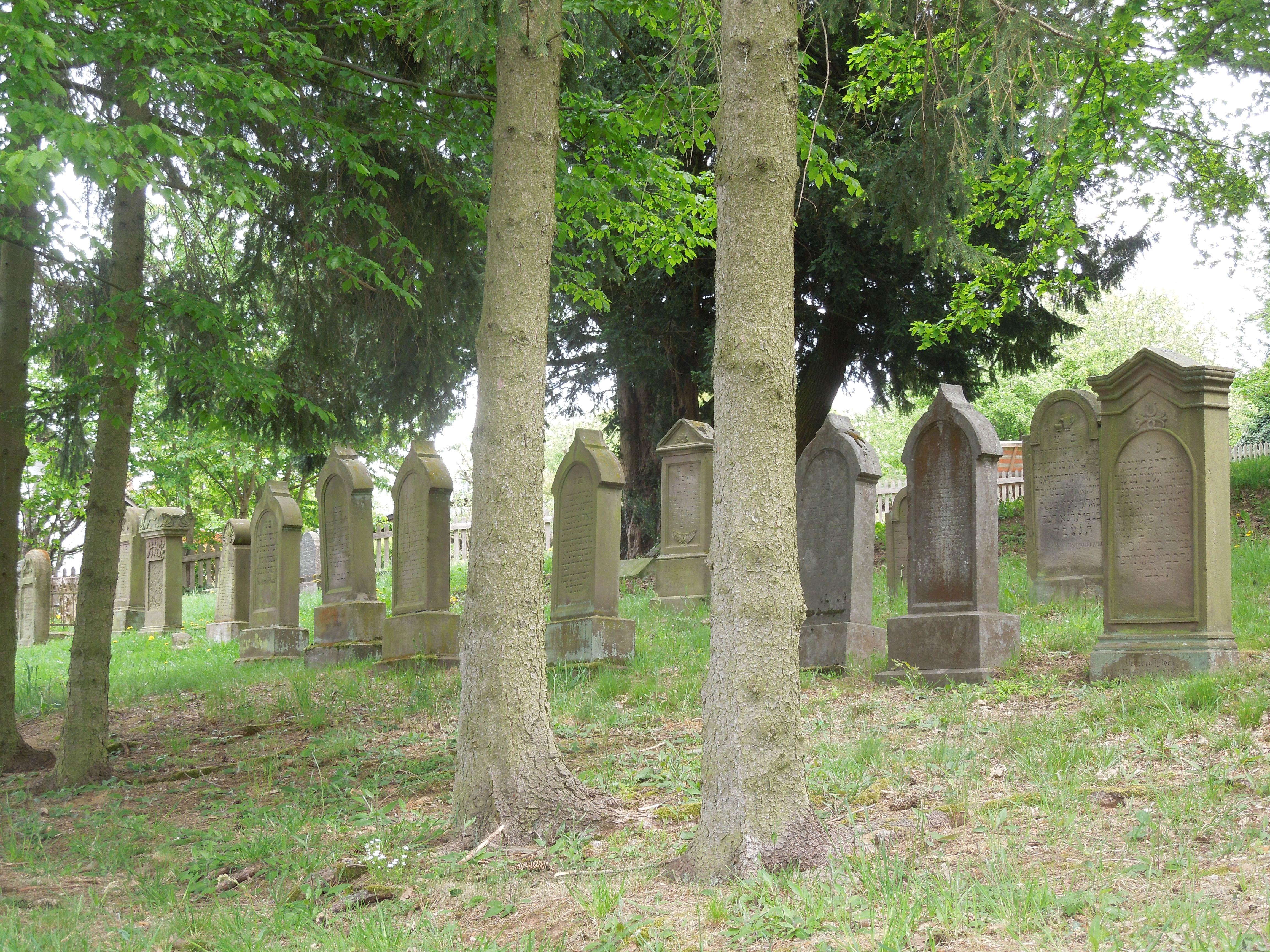
Der jüdische Friedhof in Ungedanken (2015)

Der Jüdische Friedhof in Ungedanken, einem Stadtteil von Fritzlar im Schwalm-Eder-Kreis in Hessen, wurde in der zweiten Hälfte des 18. Jahrhunderts angelegt. Der 28,74 Ar große Friedhof befindet sich an der Südstraße/Ecke Bürabergstraße im Süden des Dorfs.
Nachdem Anfang des 20. Jahrhunderts viele Gemeindeglieder nach Fritzlar oder Kassel umgezogen waren, wurde 1909 eine Stiftung zur Unterhaltung des jüdischen Friedhofs in Ungedanken gegründet. Die letzten Beisetzungen fanden 1942 (Isidor Gutheim aus Villmar) und 1952/53 statt.
Heute befinden sich dort noch 67 Grabsteine, der älteste von 1785, der jüngste von 1953.